# Jonas Castrén
Jonas Castrén, född 25 februari 1850 i Pyhäjärvi, död 10 oktober 1922 i Hyvinge, var en finländsk jurist och politiker. Han var Matthias Alexander Castréns kusins son.
Jonas Castrén var son till kyrkoherden Zachris Castrén och Betty Leontine Reuter. Han avlade studentexamen 1869, filosofie kandidatexamen 1876 och juris kandidatexamen 1893. Han deltog i studentpolitiken som radikal fennoman. År 1885 invaldes han i lantdagens bondestånd, och kom här i skarp motsättning till de gammalfinska ledarna som leddes av Yrjö Koskinen och Agathon Meurman. Castrén blev en av de främsta inom Ungfinska partiet. Han var en av tidningen Päivälehtis grundare 1889. År 1894 utmanövrerades han ur lantdagen och blev därefter advokat. Under förtrycksperioderna i Finland trädde han i förgrunden under kampen mot russificeringen samt bröt samtidigt med sitt ultrafennomanska förflutna och proklamerade ett konstitutionalitiskt motto "Kaksi kieltä, yksi mieli" ("Två språk och ett sinne"). 
Han deltog i den stora deputationen till Sankt Petersburg 1899 och blev en av dem som Nikolaj Bobrikov landsförvisade 1903. Han begav sig därför till Stockholm, men kunde 1905 återvända till sitt land. Där deltog han i organiserandet av storstrejken 1905 och fick återigen säte i bondeståndet. Från 1907 tillhörde han enkammarlantdagen, men vistades efter 1914 mest i Stockholm. I Sverige deltog han i organiseringen av jägarrörelsen. Vid finska inbördeskrigets utbrott 1918 sökte han i Sverige utverka militär invervention åt Vasasenaten. 
Mellan 1914 och 1921 bodde Castrén mestadels i Sverige.